# Pharmacia Gyógyszervegyészeti Gyár
A Pharmacia Gyógyszervegyészeti Gyár 1923–1949 között működő budapesti, erzsébetvárosi székhelyű, gyógyszerészeti és kozmetikai készítményeket gyártó és forgalmazó gyár volt az Izabella (ma Hevesi Sándor) tér 6. szám alatt.

## Története
Az 1909-ben alapított Strauss Jenő és Strauss Imre Gyógyszerészeti Gyár 1923-ban – a berlini Hageda AG és Hugo Remmler AG érdekeltségeként – alakult részvénytársasággá Pharmacia Gyógyszervegyészeti Gyár és Gyógyárunagykereskedelem Rt. néven. 1934-ben állították üzembe a külföldről megvásárolt szabadalmak alapján termelő gyógyszervegyészeti gyárukat. Az 1944-ben mintegy hatvan munkást foglalkoztató céget az államosítás során, 1949-ben a Chinoin Gyógyszer- és Vegyészeti Termékek Gyára Rt.-be olvasztották be.